# Mercatorviertel
Das Mercatorviertel ist ein in Bauvorbereitung befindliches zukünftiges Stadtviertel der Stadt Duisburg. Herausragender Teil der Bebauung wird eine Rekonstruktion des ehemaligen Wohngebäudes des bekannten Kartografen und Geografen Gerhard Mercator sein.

## Lage

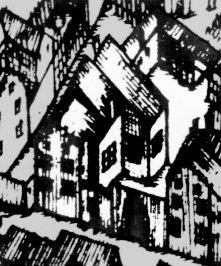
Alte Zeichnung des Mercatorhauses

Das Mercatorviertel liegt im Herzen der Stadt Duisburg, direkt beim Rathaus und der Salvatorkirche und in der Nähe des Innenhafens Duisburg. Die Gutenbergstraße, die Poststraße und die Oberstraße sowie der Rabbiner-Neumark-Weg umschließen das neue Viertel auf dem altstädtischen Gelände eines ehemaligen Schulkomplexes.

## Baufeld und Geschichte
Auf dem Baufeld standen zuvor nicht mehr genutzte Gebäude des kaufmännischen Berufskollegs Duisburg und einer Hauptschule. Diese Bauwerke wurden bis Ende 2016 abgerissen. Durch die darauf folgenden archäologischen Untersuchungen wurde eines der größten Flächendenkmale Deutschlands freigelegt, welches als Grundlage für die spätere Neubebauung dienen soll.
Die archäologischen Untersuchungen brachten Gebäudefundamente des frühen und ausgehenden Mittelalters zutage. Die Gebäude waren einst Wohnhäuser der Duisburger Oberschicht. Hervorzuheben sind hierbei Duisburgs berühmtester Bürger, der Kartograf Gerhard Mercator, und auch der bedeutende Duisburger Bürgermeister Ott Vogel.

## Geplante Bebauung
Es soll ein Wohnquartier auf Grundlage der historischen Struktur entwickelt werden. In sechs Quartieren auf insgesamt 28.500 Quadratmetern sollen etwa 350 Wohneinheiten entstehen. Überwiegend ist eine wohnbauliche Nutzung geplant, die durch Gastronomie und untergeordnete Einkaufsmöglichkeiten ergänzt werden soll. Im autofreien Innenbereich sollen Grünflächen entstehen. Des Weiteren ist eine Tiefgarage geplant. Besonderes Augenmerk wird auf die geplante Rekonstruktion des Mercatorhauses und des Ott-Vogel-Hauses gelegt.

### Mercatorhaus
Das Mercatorhaus wurde nach dem berühmten Gelehrten Gerhard Mercator benannt. Zu seinem 500. Geburtstag wurden im Jahr 2012 der Öffentlichkeit die gut erhaltenen Grundmauern seines Wohnhauses präsentiert. An dieser Stelle wohnte Gerhard Mercator mit seiner Familie und hier befand sich auch seine Werkstatt. Nachdem Bürger darauf hingewiesen hatten, dass sich unter einem ehemaligen Parkplatz noch die Reste des Mercatorhauses befinden müssten, wurden diese gesucht und auch gefunden. Seitdem wurde der Wiederaufbau des Mercatorhauses diskutiert und im Frühsommer 2014 feierlich eine von der Bürgerstiftung Duisburg unterstützte Machbarkeitsstudie an den Oberbürgermeister Sören Link übergeben.

### Ott-Vogel-Haus
Das Ott-Vogel-Haus ist nach seinem ehemaligen Bewohner, einem ehemaligen Bürgermeister von Duisburg, benannt. Es ist das rechte Nebengebäude des Mercatorhauses und war in ähnlichem Stil errichtet worden. Es soll gemeinsam mit dem Mercatorhaus rekonstruiert werden.